# Medulolipin
Medulolipin je vazodilatatorski hormon, ki ga izdelujejo renomedularne intersticijske celice v ledvicah. Obstajata dve obliki hormona, in sicer medulolipin I in medulilipin II. Medulolipin I se prenese do jeter, kjer je pretvorjen v aktivno obliko, medulolipin II. Slednji širi krvne žile (vazodilatacija) in s tem znižuje krvni tlak. Pomanjkanje medulolipina je povezano z različnimi hipertenzivnimi stanji (visoki krvni tlak), vzrok tega pa so največkrat različne poškodbe in okvare celic, ki izločajo ta hormon.